# ローマニズム
ローマニズムとは古代ローマで皇帝が国を納めていた時の体制文化等を言うようだ
具体的には、富国強兵侵略主義封建主義に見られるような皇帝に権力を集約させ、民の視線を強者に集中させ、文化や習慣、概念、言葉等も権力者や力の有るものにとって不都合でないように創造され民に拡散された、社会をさす
弱者不在の文化習慣をいう
それらは歴史の移ろいとともに、次第に美化されロマン主義などとも呼ばれるようになり、恋愛のスタイルとしてロマンチックと称されるようにもなる
| サブスタブ | この項目は、まだ閲覧者の調べものの参照としては役立たない、書きかけの項目です。この項目を加筆・訂正などしてくださる協力者を求めています。このテンプレートは分野別のサブスタブテンプレートやスタブテンプレート（Wikipedia:分野別のスタブテンプレート参照）に変更することが望まれています。 |